# Professeur Tournesol
Pour les articles homonymes, voir Tournesol (homonymie).
Tryphon Tournesol, ordinairement appelé « Monsieur Tournesol » puis Professeur Tournesol, est un personnage fictif, grand scientifique et inventeur. Il est l'un des personnages principaux des Aventures de Tintin par Hergé. Son personnage est inspiré du parcours scientifique et du physique du scientifique Auguste Piccard.
À la fois aimable et génial, mais aussi rêveur, excentrique et parfois irritable, c'est l'un des personnages centraux de la série Tintin, tant par ses diverses inventions (fusée spatiale, sous-marin de poche, etc.) que par les dialogues comiques qu'engendre sa surdité, surtout lorsque le capitaine Haddock est son interlocuteur.

## Le personnage dans la série

### Biographie fictive

#### Profession et tenue
Tryphon Tournesol est un scientifique dont l'âge est « certain et indéfini ». Il est constamment vêtu d'un pardessus et d'un chapeau verts, d'un pantalon et de chaussures noirs, d'une chemise blanche à faux col et d'une fine cravate noire. Quand il cultive ses rosiers de Moulinsart, il abandonne toutefois cette tenue pour revêtir un simple gilet et un chapeau de paille. Le professeur Tournesol ne se sépare jamais de son parapluie, qu'il emporte jusque sur la Lune.

#### Domicile
Le professeur semble habiter avec Tintin et le capitaine, dans le château, où il cultive ses rosiers de Moulinsart. Comme il est parvenu à déchiffrer les parchemins découverts sous les eaux dans Le Trésor de Rackham le Rouge et a aidé le capitaine à racheter le château de Moulinsart, ce dernier l'a invité à vivre au château.

#### Jeunesse, spécialité et sports pratiqués
On ne sait rien de sa famille, excepté qu'il n'a pas de sœur. Dans sa jeunesse, il a fait ses études avec le professeur Hippolyte Bergamotte, qu'il retrouve dans Les Sept Boules de cristal, mais il a également pratiqué de nombreux sports : l'athlétisme (en particulier la course à pied), l'équitation, le tennis, la natation, le football, le rugby, l'escrime, le patinage, la lutte, la boxe anglaise et la savate. Contrairement à de nombreux scientifiques, le professeur Tournesol n'a pas de spécialité bien définie. Inventeur de génie, il pratique tour à tour la mécanique, la chimie, la physique, l'électronique et l'astronautique, et s'adonne également à l'horticulture. Mais en dépit de son approche résolument scientifique, Tournesol s'intéresse à la radiesthésie et utilise fréquemment son pendule.

#### Surdité
Il est atteint de surdité, une pathologie qui lui vaut certains désagréments, tout comme elle suscite l'exaspération de certains personnages, en particulier le capitaine Haddock. Dans l'aventure lunaire, il utilise un cornet acoustique puis un appareil auditif, mais il a tendance à nier ce handicap et se déclare seulement « dur d'oreille ». Le cinéaste Patrice Leconte a émis l’hypothèse d’une surdité simulée, pour  avoir la paix ou pour le seul plaisir d’être au courant de tout sans que l’on se méfie de lui.

#### Accès de colère
C'est un homme susceptible, en proie à de violents accès de colère, « hors de proportion », au cours desquels il est « capable de tout ».
Le plus souvent maître de ses émotions, il est cependant sujet au vertige. Tryphon Tournesol est également un homme droit et honnête, qui fait preuve d'une grande indépendance et qui témoigne d'un fort attachement à la défense des droits de l'homme.

### Rôle dans la série
Hergé utilise ce personnage principal pour rire des difficultés de communication tout en soulignant leur importance car le plus préoccupant est que Tournesol pense entendre correctement et soutient des conversations qui en raison de sa surdité deviennent surréalistes ou répond à côté de la plaque à des questions essentielles réussissant malgré cela à devenir définitivement attachant. Professeur mais aussi professionnel rêveur, il reste un martien et c’est pour cela qu’on l’aime bien.

### Apparitions dans les albums

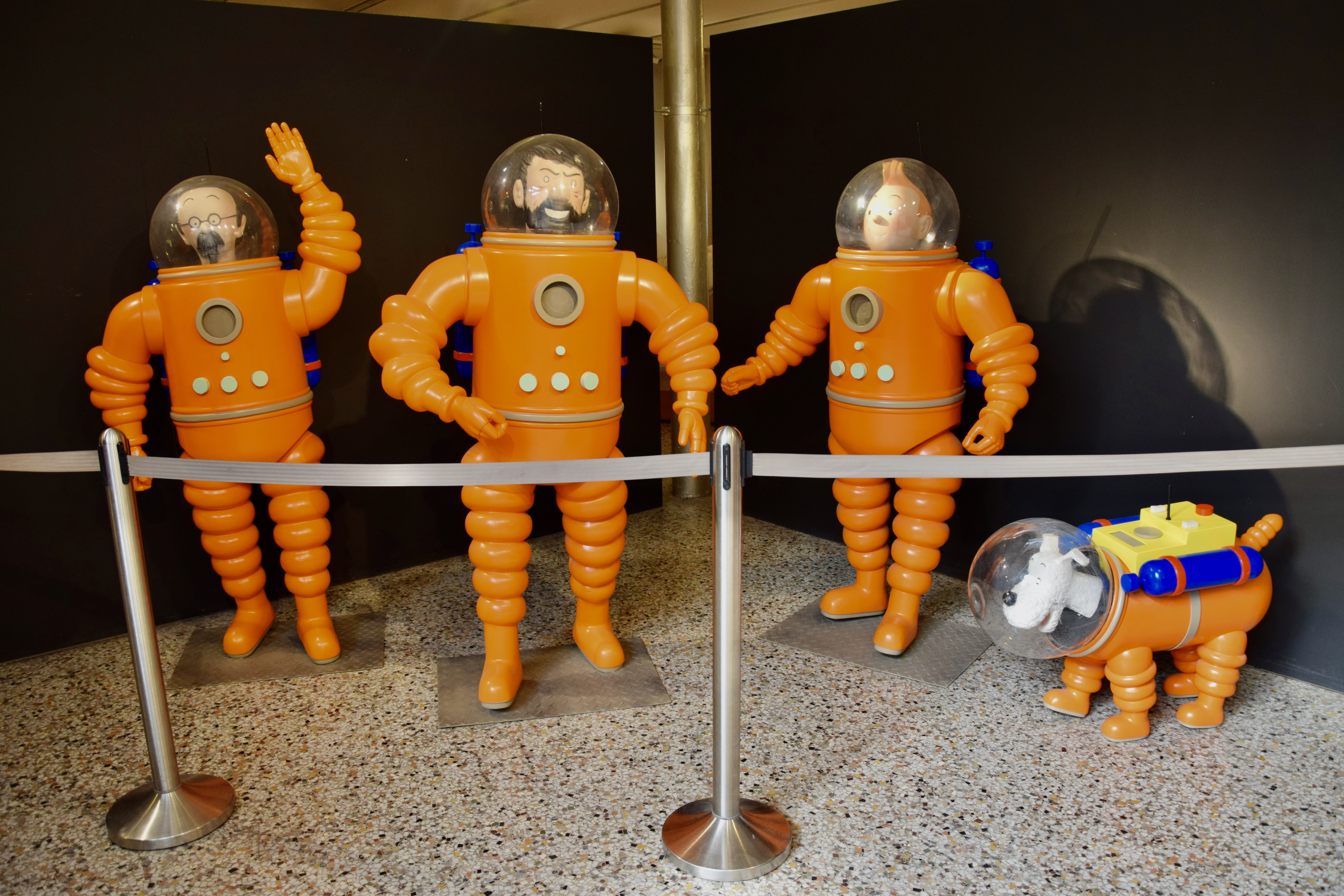
Figurines du professeur Tournesol, du capitaine Haddock, de Tintin et Milou, tirées de l'album On a marché sur la Lune.

Tournesol apparaît pour la première fois le 5 mars 1943, lors de la publication dans Le Soir du Trésor de Rackham le Rouge, la douzième aventure de la série. Il sonne chez Tintin pour lui proposer un modèle de sous-marin de poche en forme de requin afin d'explorer sans danger les fonds marins, avant d'être éconduit. Aussi sourd qu'obstiné, il finit par embarquer clandestinement à bord du Sirius et charge discrètement les pièces de son appareil dans des caisses destinées aux bouteilles de whisky du capitaine Haddock. Il se révèle finalement d'une aide précieuse lors de cette expédition. L'utilisation de son engin permet à Tintin de localiser l'épave de La Licorne, puis c'est le professeur qui parvient à déchiffrer les parchemins découverts sous les eaux et qui aide le capitaine à racheter le château de Moulinsart. En échange, Haddock l'invite à vivre avec lui au château.
Dans Les Sept Boules de cristal, le professeur Tournesol disparaît dans le jardin de la villa de son ami, le professeur Hippolyte Bergamotte. Il a en réalité été enlevé après s'être paré du bracelet de la momie inca de Rascar Capac. Drogué et embarqué à bord du Pachacamac, il est conduit au Pérou et jusqu'au Temple du Soleil, où ses amis finissent par le retrouver et le délivrer. Il est invisible dans l'épisode suivant, Tintin au pays de l'or noir, où son rôle consiste à analyser les comprimés de N.14 que les Dupondt ont ingérés par mégarde. Ses travaux provoquent d'ailleurs d'importants dégâts au château.
Quand Tintin et le capitaine Haddock rentrent à Moulinsart après cette aventure, c'est pour apprendre que Tournesol est parti depuis trois semaines en Syldavie, au centre de recherches atomiques de Sbrodj, où il travaille à la fabrication d'une fusée pour mener à bien le projet d'une expédition lunaire. Après que ses amis l'ont rejoint, Tournesol prend en charge l'ensemble des préparatifs et le commandement de l'expédition, qu'il parvient à mener à son terme malgré les tentatives de détournement de la fusée commises par le colonel Jorgen et son complice Wolff dans On a marché sur la Lune.
Dans L'Affaire Tournesol, le professeur, qui dispose désormais d'un laboratoire indépendant du château, est au centre d'une lutte entre des agents bordures et syldaves qui veulent mettre la main sur sa dernière invention, une arme à ultra-sons capables de détruire les matériaux à distance. Inquiets pour sa sécurité, Haddock et Tintin le poursuivent en Suisse, d'abord à Genève, puis à Nyon et à l'ambassade bordure, et c'est finalement en Bordurie qu'ils le retrouvent, prisonnier de la forteresse de Bakhine.
La présence du savant, qui semble avoir renoncé aux grandes inventions, est plus réduite dans les aventures suivantes. Il se contente de mettre au point des patins à roulettes à moteur dans Coke en stock, puis prend des vacances avec Tintin et Haddock à Vargèse au début de Tintin au Tibet, mais il s'abstient de les suivre dans leur aventure himalayenne. 
Dans Les Bijoux de la Castafiore, il s'adonne à l'horticulture et conçoit une nouvelle variété de rose pour la cantatrice, tout en mettant au point un procédé de télévision en couleur qui manque encore de réglages. Il accompagne de nouveau Tintin et le capitaine dans Vol 714 pour Sydney, où doit se tenir un Congrès d'astronautique, mais l'appareil du milliardaire Laszlo Carreidas dans lequel ils montent à Djakarta pour continuer leur route est détourné vers l'île de Pulau-pulau Bompa. Avant tout préoccupé par les oscillations de son pendule, il semble étranger aux évènements qui se déroulent, mais finit par rapporter le seul souvenir concret de cette étrange expédition en retrouvant un objet d'origine extra-terrestre. Dans Tintin et les Picaros, il accompagne Haddock au San Theodoros pour répondre aux accusations de complot formulées par le général Tapioca. S'il ne participe pas activement au coup d'État mené par le général Alcazar avec l'aide de Tintin, c'est grâce à ses pilules antialcooliques que les guérilleros retrouvent la sobriété et réussissent dans leur entreprise.
Le savant semble être également un as du volant, puisqu'il conduit avec aisance une jeep dans des conditions extrêmement dangereuses dans Objectif Lune, alors qu'il ne possède pas son permis de conduire et dit n'avoir jamais appris à conduire une automobile.

### Sources d'inspiration

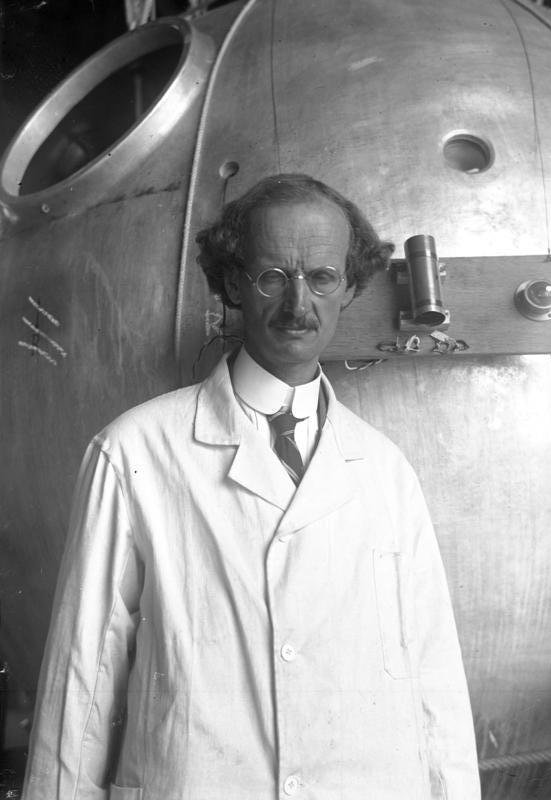
Le physicien suisse Auguste Piccard inspira Hergé pour le personnage du professeur Tournesol.

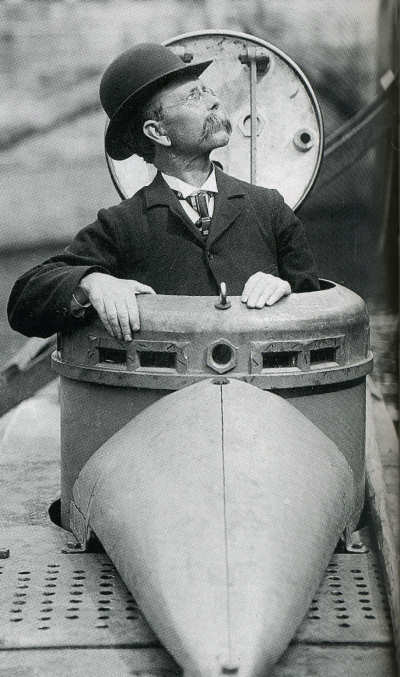
John Philip Holland à l'intérieur de l'écoutille de secours du Holland VI.

Le personnage du professeur Tournesol est une transposition du physicien suisse Auguste Piccard, explorateur de la haute atmosphère et des grandes profondeurs. La ressemblance physique est frappante, sauf la taille. Hergé disait qu'il avait fait de Tournesol un « mini-Piccard », pour le faire entrer dans les cases. Il s'était déjà inspiré du même savant pour créer le professeur Halambique dans Le Sceptre d'Ottokar, avant que Tournesol n’apparaisse.
Tournesol évoque également John Philip Holland, inventeur lui aussi d'un sous-marin à bord duquel il gardait son chapeau melon.
Le physicien Pierre-Gilles de Gennes affirme que, par son usage du pendule, tout de même inhabituel chez un scientifique, Tournesol rappelle aussi le professeur Yves Rocard du Collège de France,, même si les travaux de Rocard sur les sourciers sont postérieurs à la création du personnage de Tournesol. Dans un ouvrage consacré au professeur Tournesol, Albert Algoud présente l'abbé Mermet et l'abbé Bouly comme les inspirateurs des expériences radiesthésiques menées par le personnage inventé par Hergé.
Dans leur ouvrage Tintin chez Jules Verne, Jean-Paul Tomasi et Michel Deligne voient un parallèle entre Tryphon Tournesol et le personnage Palmyrin Rosette qui apparaît dans le roman Hector Servadac de Jules Verne. La similitude est à la fois physique et morale. Comme le professeur Rosette, le professeur Tournesol a une calvitie prononcée avec des cheveux en couronne, des lunettes et une longue redingote. Tous deux sont des savants farfelus, étourdis et polyvalents.
Hergé s'est inspiré de Tryphon Bekaert, un menuisier ébéniste de l’avenue Demey, entre Auderghem et Boitsfort, pour le choix du prénom de Tournesol,. Hergé avait remarqué l'enseigne de ce menuisier lorsqu'il se rendait, dans les années 1930, au journal Le Vingtième Siècle. À la fin de sa vie, Hergé retrouvera Tryphon Bekaert un peu par hasard lors de la rénovation d'une de ses maisons. Hergé lui demandera ensuite de réaliser plusieurs meubles,.
Quant à la surdité, Hergé se serait inspiré d'un confrère du journal Le Vingtième Siècle un peu dur d'oreille, l'avocat Paul Eydt, dont le handicap était source de plaisanteries,.
Il est appelé « Professeur Tournedos » par Bianca Castafiore (qui ne parviendra jamais non plus à prononcer « Haddock » correctement). La cantatrice prend Tournesol pour un « célèbre sportif qui a fait de magnifiques ascensions en ballon », allusion transparente à Auguste Piccard.

## Liste des inventions du professeur Tournesol

### Le Trésor de Rackham le Rouge
- Un nouveau modèle de gazogène ;
- La machine à brosser les vêtements ;
- Le lit-placard ;
- Un sous-marin de poche en forme de requin.

### Tintin au pays de l'or noir
- Le produit permettant de neutraliser les effets détonants du N 14 ajouté à l'essence.
- L'antidote qui permet de guérir les Dupondt ayant ingéré par mégarde du N 14.

### Objectif Lune/On a marché sur la Lune
- La fusée d'essai X-FLR 6 ;
- La fusée lunaire, son moteur atomique, ses moteurs auxiliaires, la tournesolite;
- Le scaphandre lunaire ;
- Le char lunaire.

### L'Affaire Tournesol
- Un émetteur d'ultrasons capable de détruire le verre et la porcelaine, et éventuellement après perfectionnements le béton et l'acier (inspiré d’émetteurs allemands de la Seconde Guerre mondiale). Il en détruira les plans.

### Coke en stock
- Des patins à roulettes à roues directionnelles ;
- Les patins à roulettes à moteur.

### Les Bijoux de la Castafiore
- Le Supercolor-Tryphonar, téléviseur couleur à écran géant (défectueux) ;
- La rose Bianca.

### Tintin et les Picaros
- La pilule anti-alcool.

## Analyse
Les scénarios de cinq des six albums suivants sont centrés sur le professeur Tournesol. Dans le diptyque Les Sept Boules de cristal / Le Temple du Soleil, Tintin et le capitaine sont entraînés en Amérique du sud pour retrouver le professeur, enlevé par les descendants des Incas, pour avoir commis ce qu'ils estiment être un sacrilège[réf. nécessaire]. Le professeur est d’ailleurs placé au centre du dessin de couverture du premier album, entraîné dans les airs par une boule de foudre tournoyant autour de lui. Dans Objectif Lune et On a marché sur la Lune, il invente la fusée spatiale qui enverra, sur sa proposition, les héros sur notre satellite. Dans l'Affaire Tournesol enfin, les héros le recherchent à nouveau après son enlèvement par les services secrets syldaves et bordures, qui tentent de prendre possession d’une arme de destruction massive dont il est l’inventeur.
Alors que Le Trésor de Rackham le Rouge, Les Sept Boules de cristal et Le Temple du Soleil utilisent essentiellement le professeur comme un ressort comique ou comme un moyen de faire avancer l’intrigue sans y participer, les albums Objectif Lune puis On a marché sur la Lune ajoutent de la profondeur au personnage. Jusque-là simple inventeur génial mais loufoque et solitaire, il se montre capable de mener à bien la plus grande aventure scientifique du siècle, en dirigeant une équipe de scientifiques, ingénieurs et techniciens, depuis la conception des scaphandres jusqu'à la réalisation d'un moteur atomique. C'est d'ailleurs dans Objectif Lune qu'il est appelé « Professeur Tournesol », au lieu de « Monsieur Tournesol » dans les récits précédents, bien que la première mention du titre de « Professeur » soit apparue dans Le Temple du Soleil. Dans Objectif Lune, il pique d'ailleurs une de ses plus belles colères, et l'on découvre que le traiter de "zouave", comme vient de le faire le capitaine Haddock, est une des pires insultes qu'on puisse lui faire, à lui qui a tant donné pour la réalisation de la fusée et pour la science en général.
Tournesol est sourd bien qu'il néglige souvent son handicap et prétende n'être « qu'un peu dur d'une oreille », mais pas totalement ; car il n'entend habituellement que les dernières syllabes de ce qu'on lui dit, ce qui l'amène généralement à comprendre un mot différent mais à la sonorité proche de celui qui a été prononcé. C'est la source de nombreux dialogues loufoques, notamment avec le capitaine Haddock qui perd généralement très vite patience lorsque le professeur ne saisit pas correctement ce qu'on a voulu lui dire. Dans Objectif Lune et On a marché sur la Lune, Tournesol acquiert un appareil auditif qui lui donne une audition normale afin de mener à bien la mission lunaire. Il ne portera plus cet appareil par la suite (mais il reprend parfois le cornet acoustique qu'il avait dans Objectif Lune).

### Relation avec Tintin
Selon l’interprétation du romancier Jean-Marie Apostolidès, passionné pour la psychologie, qui a publié en 1984 Les Métamorphoses de Tintin, puis L'Archipel Tintin en collaboration avec Benoît Peeters, le professeur Tournesol est « un Tintin âgé et qui hérite d'une des fonctions dévolues au héros dans l'univers primitif [de la série], celle du technicien, du sorcier ». Comme Tintin, Tournesol est « à cheval sur la science et la magie ». Tous deux veulent découvrir les secrets de la nature ou de la société, tout en étant eux-mêmes secrets.
Selon lui, « si Tintin refuse de dévoiler ses trucs avant l'heure, Tournesol s'enferme dans son laboratoire et il a horreur qu'on vienne y mettre le nez ». 
Dans l'Affaire Tournesol, lorsqu'il disparaît, Tintin et le capitaine l’y croient occupé et ne s’inquiètent pas dans un premier temps, avant de découvrir son enlèvement par les services secrets syldaves et bordures, qui tentent de prendre possession d’une arme de destruction massive dont il est l’inventeur.
Tous deux affichent la même détermination et cette volonté farouche leur permet de mener à bien des tâches au-dessus du commun et inaccessibles aux autres.

### Le savant dans l'œuvre d'Hergé
« L'itinéraire fut exemplaire. Le petit inventeur pour concours Lépine était devenu physicien nucléaire. Du grenier où les lits à bascule et les machines à brosser les habits pullulaient, il était passé au laboratoire atomique. »

— Michel Serres
Le personnage du savant est récurrent dans les Aventures de Tintin, mais seul le professeur Tournesol s'installe durablement dans la série. 
Chez Hergé comme chez les autres auteurs de bande dessinée au XXe siècle, la figure du savant répond à un certain nombre de stéréotypes. D'une part, sa tenue vestimentaire est le plus souvent désuète et négligée, comme pour souligner que le savant « n'appartient pas à son époque, qu'il est en quelque sorte détaché du contexte historique et social immédiat dans lequel il évolue ». D'autre part, il est fréquemment présenté comme un éternel distrait, ce qui renforce sa relative indifférence aux évènements du quotidien. Enfin, le savant apparaît généralement comme un génie, travaillant seul, et « qui progresse dans son entreprise sous le coup d'inspirations subites ». 
Tryphon Tournesol partage donc ces caractéristiques avec les autres savants de l'univers de Tintin, souvent apparus avant lui, l'égyptologue Philémon Siclone dans Les Cigares du pharaon, le sigillographe Nestor Halambique dans Le Sceptre d'Ottokar et l'astronome Hippolyte Calys dans L'Étoile mystérieuse.
Mais alors que ces figures disparaissent au terme d'un seul album, Tournesol devient un personnage récurrent et s'installe « dans la famille de papier de Tintin », ce que Catherine Allamel-Raffin et Jean-Luc Gangloff expliquent notamment par le fait qu'il est « avant tout un pourvoyeur d'artefacts », contrairement aux trois précédents savants qui n'évoluaient que « dans le cadre de sciences observationnelles et classificatoires ». Au fil des albums, Tournesol multiplie les inventions, et celles-ci fournissent à l'auteur une matière narrative qui peut servir de déclencheur au récit. C'est le cas de l'arme à ultrasons qu'il met au point dans L'Affaire Tournesol et pour laquelle s'affrontent les services secrets bordures et syldaves. En outre, la surdité du professeur offre à Hergé la possibilité de multiplier les situations comiques et, par conséquent, de renforcer l'attachement du lecteur à son personnage et à la série. Ainsi, Tryphon Tournesol revêt un fort degré de fonctionnalité en tant que « matrice narrative » et « ressource comique ».

### Relation avec les femmes
Tournesol est le seul personnage important des Aventures de Tintin à montrer des signes d'attirance pour les femmes,  qui peuvent aussi être interprétés comme des signes de galanterie ou même de courtoisie. Cela se remarque particulièrement par son penchant pour Bianca Castafiore depuis son séjour au château de Moulinsart dans Les Bijoux de la Castafiore, au cours duquel le professeur va même jusqu'à créer une nouvelle variété de rose, à laquelle il donne le nom de la diva, en son honneur. Il félicite le capitaine Haddock lorsqu'il apprend sa liaison avec cette dernière, sans savoir qu’il ne s'agit en fait que d'une fausse information lancée par le magazine Paris-Flash, à la suite d'un quiproquo causé par la surdité du professeur Tournesol qui croyait qu'on écrivait un article sur sa rose. Il crie "on annonce un mariage et je suis le dernier à l’apprendre !...". Il se montre par ailleurs soucieux d’informer la diva qu’une équipe de tournage est dans le château.
Il montre à nouveau son affection à l'égard de la Castafiore, dans Tintin et les Picaros, en prenant sa défense alors qu'elle est emprisonnée. Dans le même album, il est très  courtois avec la peu séductrice Peggy Alcazar, l'épouse du général Alcazar, et lui baise la main après qu'elle a vertement critiqué Tintin et Haddock, une remarque qu'il a prise pour un message de bienvenue, sa légendaire surdité ayant de nouveau opéré un miracle. Hergé disait à Jacques Chancel en 1979 que la galanterie de Tournesol est celle de son père Alexis Remi qui « considérait les femmes comme de jolies chères petites choses très fragiles », une forme de galanterie sans lien direct avec la séduction.

## Interprétations
Depuis la première adaptation de Tintin à l'écran, le rôle de Tournesol a été tenu par les acteurs suivants :
- Robert Vattier et Fernand Fabre dans Les Aventures de Tintin, d'après Hergé (TV - Voix).
- Georges Loriot dans Tintin et le Mystère de la Toison d'or.
- Félix Fernández dans Tintin et les Oranges bleues (doublé en français par Fred Pasquali).
- Fred Pasquali dans Tintin et le Temple du soleil (Voix).
- Henri Virlojeux dans Tintin et le Lac aux requins (Voix).
- Henri Labussière dans Les Aventures de Tintin (TV - Voix).
- Les voix de Jean Patrick, Jacques Dufilho, Maurice Chevit, Guy Piérauld, Olivier Hussenot, Jean Rignac et Denis Podalydès dans des adaptations radiophoniques et phonographiques diverses.
- Et au théâtre : Jacky Druaux, Nicolas Rinuy, Axel Everaert.

Le personnage devrait apparaître dans le second volet de la trilogie de Steven Spielberg et Peter Jackson. Il serait interprété par Toby Jones.

## Publicité
Dans les années 1970 et 1980, il apparaît dans plusieurs publicités pour Fruit d'Or, une marque d'huile de tournesol. Dans plusieurs d'entre elles, on le voit s'envoler pour montrer à quel point « l'huile est saine et permet de rester léger ». D'autres personnages y apparaissent également.

## Mise à l'honneur de Tournesol
Il existe à Bruxelles une rue Tryphon Tournesol à vocation humoristique.
L'astéroïde (327082) Tournesol a été nommé en son honneur.
Il existe une école maternelle et élémentaire Tournesol dans la ville nouvelle de Val d'Europe (4, rue du Bois-de-Paris, 77700 Chessy), inaugurée en 2007.
En octobre 2010, Alain Juppé, maire de Bordeaux, a inauguré dans cette ville une « esplanade du Professeur-Tournesol », en présence de personnages fictifs : un roi de Syldavie, Muskar XII, et une ambassadrice représentant le marahadjah de Bhôpal.

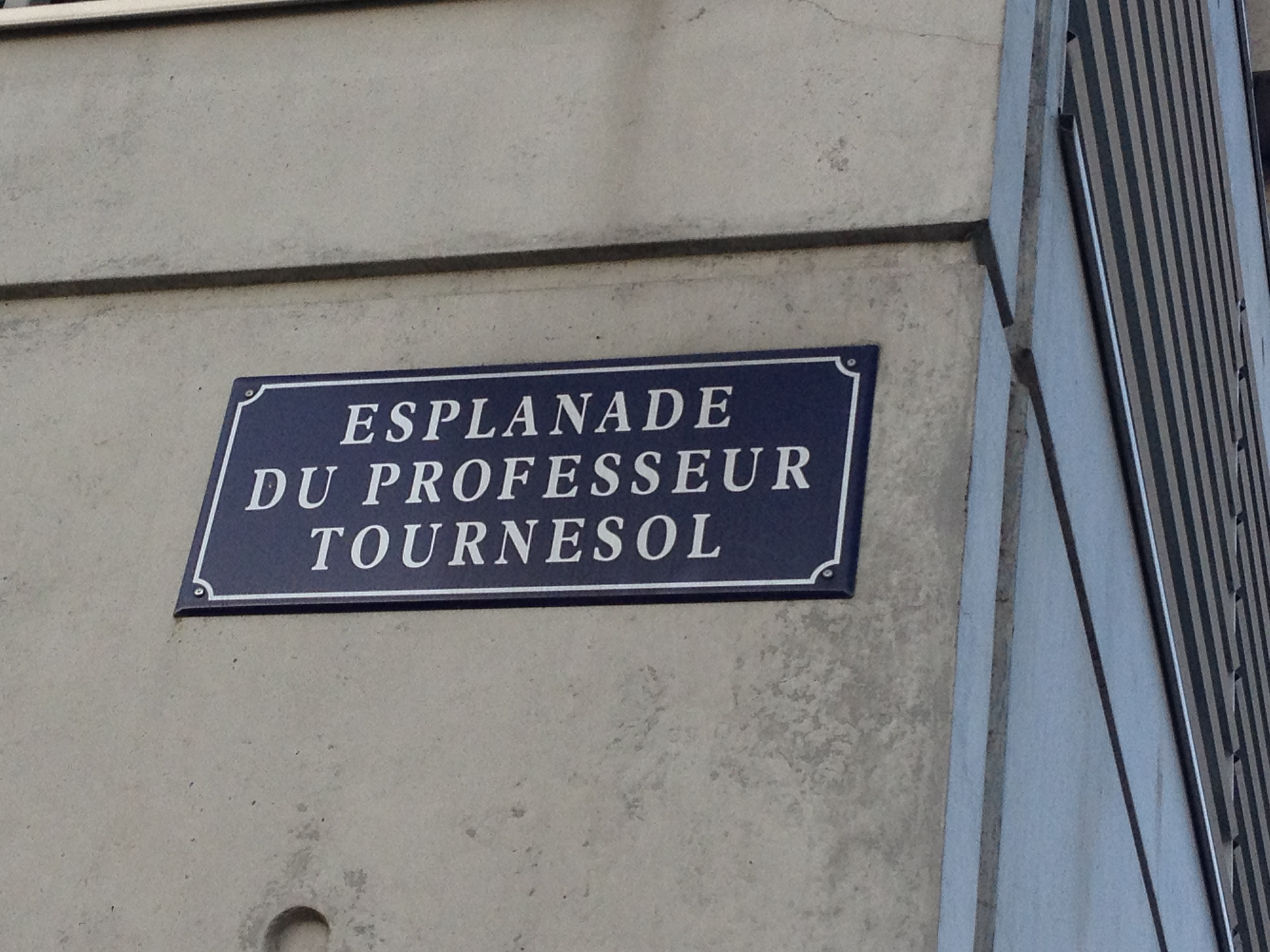
Panneau de l'esplanade du Professeur-Tournesol, située sur les quais de Bordeaux, près du hangar H19
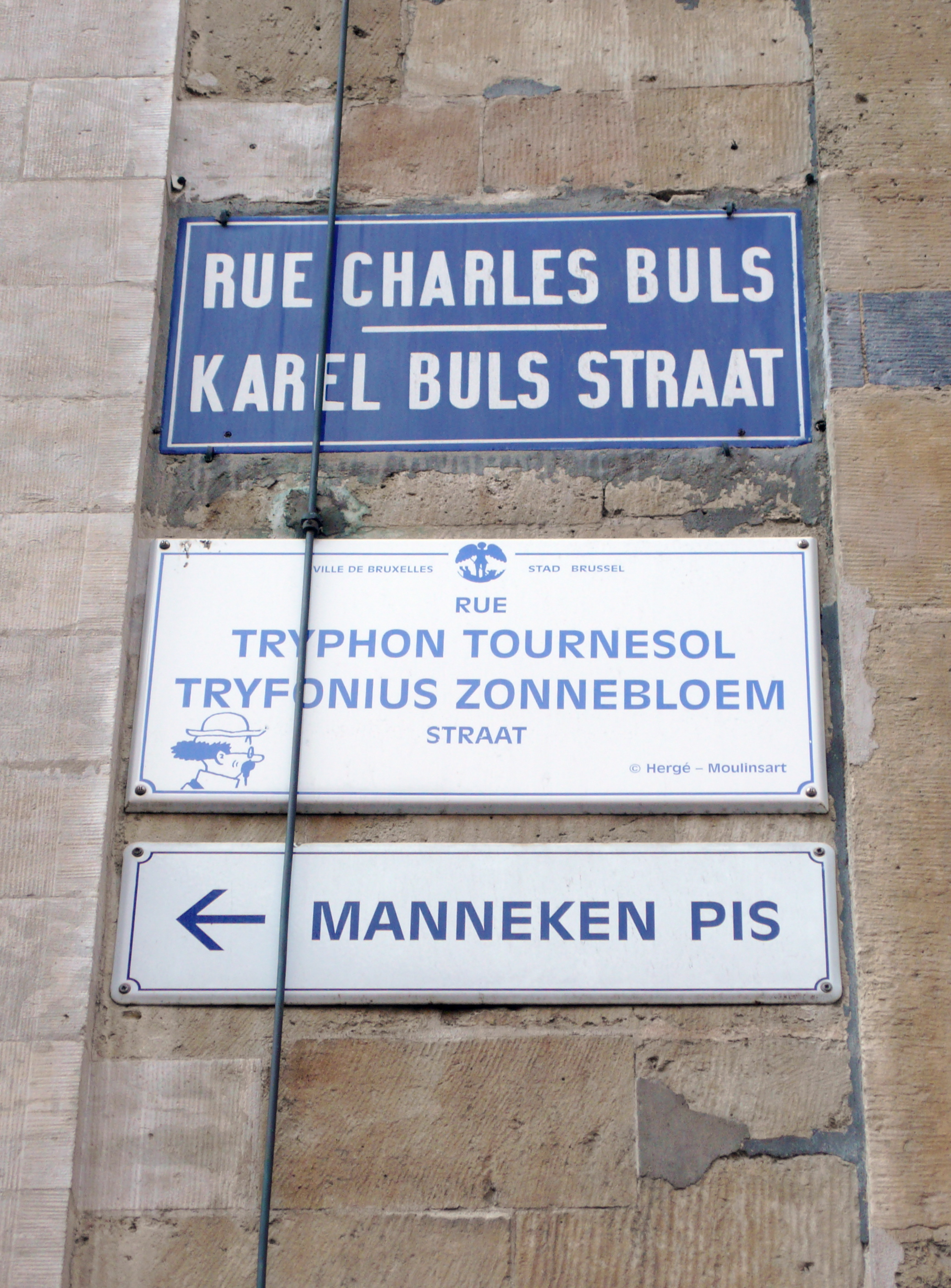
Panneau de la rue bruxelloise Tryphon Tournesol